# Mmatseta
Mmatseta è un villaggio del Botswana situato nel distretto di Kweneng, sottodistretto di Kweneng East. Il villaggio, secondo il censimento del 2011, conta 474 abitanti.

## Località
Nel territorio del villaggio sono presenti le seguenti 1 località:
- Mmatseta Lands di 39 abitanti